# أثمان باسق
أثمان باسق (الاسم العلمي: Ipomoea altissima) نوع من جنس الأثمان من الفصيلة المحمودية.